# Bank-Verlag Medien
Die Bank-Verlag Medien GmbH mit Sitz in Köln war eine Tochtergesellschaft des Bank-Verlags. Zum 16. April 2012 ist die Bank-Verlag Medien GmbH auf die Muttergesellschaft, die Bank-Verlag GmbH, verschmolzen worden.

## Verlag
Die Bank-Verlag Medien GmbH ging 2006 aus dem Bank-Verlag hervor. Die Leitung hatte Wilhelm Niehoff und der Sitz des Unternehmens war in Köln. Die Bank-Verlag Medien GmbH betrieb als eigenständiges Unternehmen die Konzeption, Produktion und Distribution von Informations-, Ausbildungs- und Weiterbildungs- sowie Werbemedien, darunter Zeitschriften, Bücher und internetbasierte Services.

## Publikationen
Wichtige Publikationen waren unter anderen die Zeitschriftentitel und Nachschlagewerke:
- Die Bank – monatliche Fachzeitschrift
- Risiko Manager – 14-tägliche Fachzeitschrift
- Bankrecht und Bankpraxis – Standardliteratur für Bankjuristen[1] (Loseblattwerk in Print und digital)

Die Bank-Verlag Medien GmbH bot außerdem ein umfangreiches Buchprogramm im Bereich Banken und Finanzdienstleistungen an, Web Based Trainings, Veranstaltungen, Vordrucke oder auch Plattformen für die Verarbeitung von Vertragsformularen oder Onlineinformationen.